# Am crescut aici
Yahan Main Ghar Ghar Kheli (Am Crescut Aici) este o telenovelă indiană bazată pe povestea familiei Thakur din Ujjain care trăiesc într-o casă mare din aur numită "Palatul de Aur".